# Simone

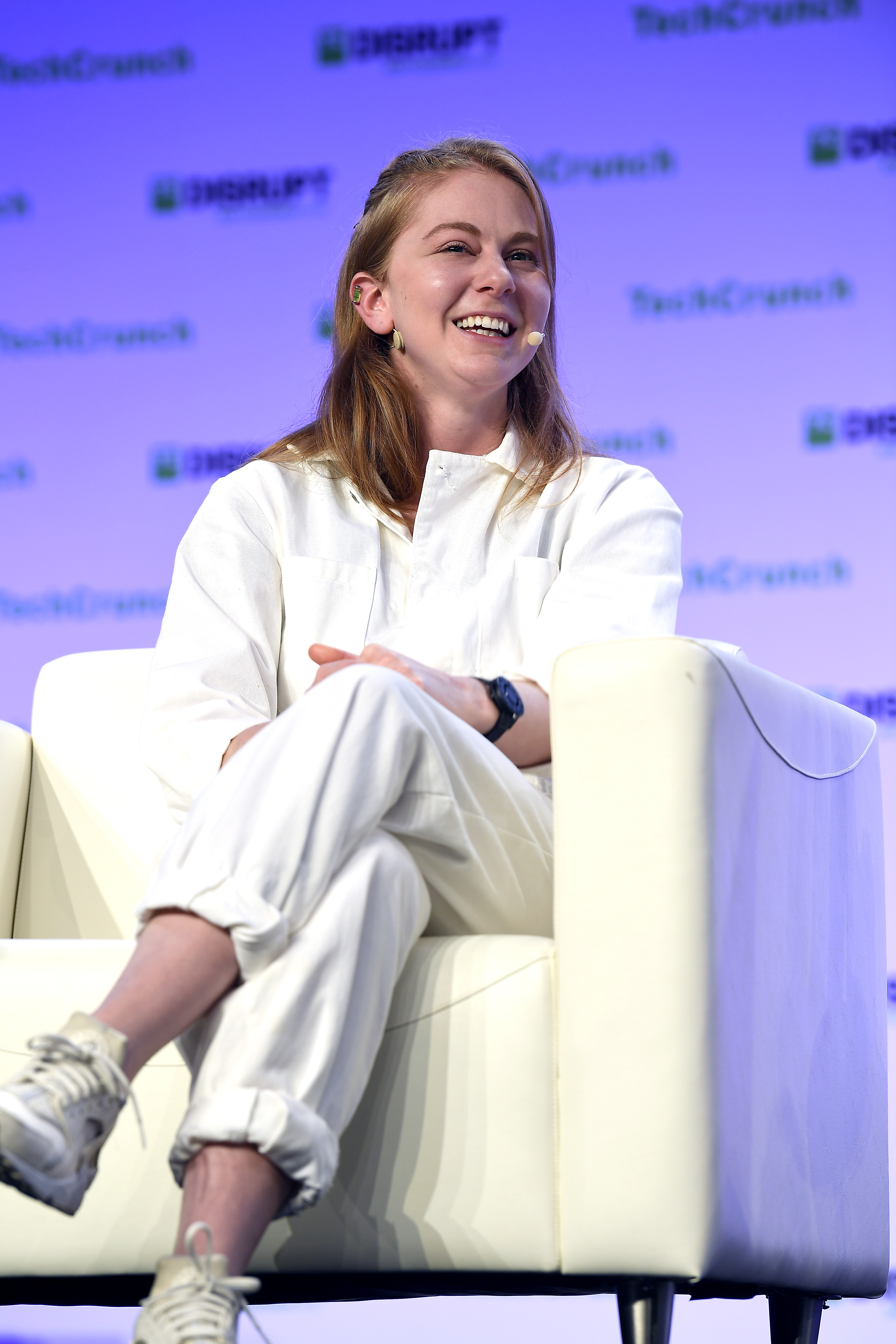
Simone Giertz, 2016.

Simone är ett kvinnonamn med franskt ursprung och feminin form av Simon som i sin tur är hebreiskt och betyder "bönhörelse". Simone är också ett italienskt mansnamn, den italienska formen av Simon.
Innan det kom med i den svenska almanackan 1986 var det mycket ovanligt, men har sedan dess ökat betydligt i popularitet i Sverige.
Den 31 december 2012 fanns det totalt 2 972 personer i Sverige med namnet, varav 1 408 med det som tilltalsnamn.
År 2003 fick 63 flickor namnet, varav 24 fick det som tilltalsnamn.
Namnsdag i Sverige: 28 oktober (sedan 1986). I den finlandssvenska namnsdagslängden har Simone namnsdag 28 oktober sedan 2015.

## Personer med namnet Simone
- Simone de Beauvoir – fransk författare och filosof
- Simone Berteaut – fransk författare
- Simone Giertz – svensk uppfinnare och YouTube-personlighet
- Simone Koot – nederländsk vattenpolospelare
- Simone Martini – italiensk målare
- Simone Mayr – tysk-italiensk kompositör.
- Simone Moreno – brasiliansk sångerska, låtskrivare och skådespelerska, numera bosatt i Sverige
- Simone Niggli-Luder – schweizisk orienterare
- Simone Signoret – fransk skådespelerska och hustru till Yves Montand
- Simone Simons – nederländsk mezzosopran
- Simone Veil – fransk politiker, första kvinnliga talmannen i Europaparlamentet
- Simone Weil – fransk filosof
- Nina Simone – amerikansk sångerska och låtskrivare

## Fiktiva personer med namnet Simone
- Simone Kroll – huvudkaraktär i romanen Dårfinkar & dönickar och tv-serien med samma namn